# Agència de Protecció Ambiental dels Estats Units
L'Agència de Protecció Ambiental dels Estats Units (United States Environmental Protection Agency, EPA o USEPA) és una agència governamental del govern federal dels Estats Units que va ser creada amb el propòsit de protegir la salut humana i el medi ambient escrivint fent complir els reglaments basats en les lleis aprovades pel Congrés. L'EPA va ser proposada pel president Richard Nixon i va començar a funcionar el 2 de desembre de 1970, després que Nixon presentés un pla de reorganització davant el Congrés que va ser ratificat per audiències de comitès a la Cambra de Representants i al Senat dels Estats Units. L'agència és dirigida per un administrador, que és nomenat pel president i aprovat pel Congrés dels Estats Units. Aquest càrrec l'ocupa Lisa P. Jackson.
L'EPA té la seu a Washington DC, amb oficines regionals a cadascuna de les deu regions de l'agència, i 27 laboratoris. L'agència duu a terme l'avaluació, la investigació i l'educació en el medi ambient. Té la responsabilitat de mantenir i fer complir les normes nacionals sota una varietat de lleis ambientals, en consens amb els governs estatals i locals. Deleguen algunes de permisos, supervisió, compliment i responsabilitats als EUA i a la NAT. L'abast de seguretat de l'EPA inclou multes, sancions i altres mesures. L'agència també treballa amb les indústries i tots els nivells de govern en una àmplia varietat de programes voluntaris de prevenció de la contaminació i els esforços de conservació d'energia.
L'agència compta amb aproximadament 17.000 empleats a temps complet, i involucra a moltes més persones sobre una base contractual. Més de la meitat dels recursos humans de l'EPA són enginyers, científics i especialistes en protecció del medi ambient, altres grups inclouen els assumptes legals, públics, financers i tecnològics de la informació.